# Rio Rabagão
Ponte da Mizarela
O Rabagão é um rio português, afluente da margem esquerda do rio Cávado.
Nasce entre as serras do Barroso e do Larouco, e, com um comprimento de 37 quilómetros, drena uma área de 246 km². Atravessa todo o concelho de Montalegre e desagua entre as freguesias de Cabril (Montalegre) e Ferral do concelho de Montalegre e, a freguesia de Ruivães do concelho de Vieira do Minho
Neste rio localizam-se os aproveitamentos hidroeléctricos das barragens do Alto Rabagão e da Venda Nova, com uma capacidade útil de albufeira de 550,1 hm3 e 92,1 hm3, respectivamente.
A albufeira do Alto Rabagão tem, pelo seu volume de águas, uma função primordial de regularização interanual.

## Seca Extrema
O rio tem sofrido com a seca e durante os últimos tempos, tem vindo a descer o nível médio das águas.

## Barragens no rio Rabagão
- Barragem do Alto Rabagão
- Barragem da Venda Nova

## Pontes no rio Rabagão
- Ponte da Mizarela